# Léon Gaston Genevier
Léon Gaston Genevier (18 de junio de 1830 - 11 de julio de 1880) fue un farmacéutico, botánico y micólogo francés.

## Algunas publicaciones
- 1878 – Note sur Euphorbia maculata L. en Bull. Soc. Bot. de Fr. 25: 247

- 1878 – Notice sur le Morchella elata Fries en Bull. Soc. bot. Fr. 25: 159-162

- 1876 – Étude sur les Champignons consommés à Nantes sous le nom de Champignon rose ou de couche (Agaricus campestris L.) en Bull. Soc. bot. Fr. 23: 28-35

- 1873 – Rapport sur les travaux de la section d'Histoire Naturelle pendant l'année 1873 en Ann. Soc. Acad. Nantes 44: 405-411

- 1873 – Observations sur un Champignon de l'ordre des Ascomycètes en Bull. Soc. bot. Fr. 20: 334-335

- 1863 – Observation sur la collection de Rubus de l'herbier J. Bastard en Mém. Soc. Acad. Maine Loire 14:80-96. E impreso en parte en Angers : Cosnier & Lachèse

- 1861 – Essai sur quelques espèces du genre Rubus de Maine-et-Loire et de la Vendée, deuxième partie en Mém. Soc. Acad. Maine Loire 10: 17-37. E impreso en parte en Angers : Cosnier & Lachèse y en Tela Botanica

- 1860 – Description d'une nouvelle espèce de Viola en Mém. Soc. Acad. Maine Loire 8: 178-180. E impreso en parte en Angers : Cosnier & Lachèse

### Libros
- 1880 – Monographie des Rubus du bassin de la Loire, 2ª ed. París, Nantes : Savy. E igualmente editada al año sig. con el tít. Essai monographique des Rubus du bassin de la Loire, 2ª ed. Angers : Lachèse, Belleuvre & Dolbeau

- 1872. Premier supplément a l'essai monographique sur les Rubus du bassin de la Loire suivi de la clé analytique. Ed. Savy. 96 pp.

- 1869. Essai monographique sur les Rubus du bassin de la Loire. Ed. Lachèse, Belleuvre & Dolbeau. 346 pp. Reeditó Kessinger Publ. en 2010, 414 pp. ISBN 1160644667

- 1866. Extrait de la florule des environs de Mortague-sur-Sèvre (Vendée). Ed. Lachèse. 35 pp.

- 1860 – Essai sur quelques espèces du genre Rubus de Maine-et-Loire et de la Vendée in Mém. Soc. Acad. Maine Loire 8: 66-108 (+errata) y en Tela Botanica

## Honores

### Epónimos
- (Lamiaceae) Mentha genevierii Déségl. & Durand[2]

- (Rosaceae) Rubus genevierii Boreau[3]